# Afriski Mountain Resort
Afriski Mountain Resort est l'unique station de ski du Lesotho. Ouverte en 2002, elle est avec la station de ski de Tiffindell (Afrique du Sud) l'une des deux stations de sports d'hiver situées dans le Sud du continent africain,.

## Géographie
La station se trouve dans le Nord du Lesotho à 3 000 m d'altitude dans les monts Maluti, un massif du Drakensberg. Elle est accessible par les cols Moteng Pass et Mahlasela Pass. L'altitude maximale de la station est de 3 222 m.

## Équipement
Le domaine skiable est composé d'une piste principale de 1 000 m de longueur et d'environ 200 m de dénivelée. Une piste dite « intermédiaire », une piste pour débutants et un parc à neige sont situés en bas de la station. Les pistes sont desservies par cinq remontées mécaniques (1 téléski à enrouleurs à archet et 4 téléskis à câble bas) dont la principale permet de rejoindre le sommet de la station. Les autres remontées sont situées sur le bas de la station et sont principalement destinées aux débutants.
La station est ouverte de début juin à fin août. L'enneigement naturel étant faible, il est essentiellement assuré par des canons à neige.
La station offre divers types d'hébergement pour les visiteurs. L'équipement de ski est disponible à la location. Une école de ski et de snowboard propose des cours du niveau débutant au niveau confirmé avec un parcours en slalom.